# Dragon Ball Z : L'Attaque du dragon
Dragon Ball Z : L’Attaque du dragon (ドラゴンボールZ 龍拳爆発!!悟空がやらねば誰がやる, Doragon Bōru Zetto: Ryū-Ken bakuhatsu !! Gokū ga yaraneba dare ga yaru, litt. Dragon Ball Z : L’Explosion du poing du dragon !! Si Goku n’y arrive pas, qui le pourra) est un film d'animation japonais réalisé par Mitsuo Ashimoto, sorti en 1995.
En France, il est la seconde partie de Dragon Ball Z, le film, précédé du film Fusions.

## Résumé
L'histoire se déroule quelques semaines après la victoire de Son Goku sur Boo. Sur une planète éloignée, Minoshia, un jeune Konatsien, est écrasé par la partie inférieure du corps d'un monstre géant nommé Hildegarn. Sur Terre, Son Gohan et Videl font régner la paix et la justice en combattant le crime sous les noms de Great Saiyaman 1 et 2, mais un jour, alors qu'ils sont en cours, ils viennent en aide à Hoï, un vieil homme, qui essaie de se suicider. Ce dernier sollicite leur aide pour faire sortir Tapion, un autre Konatsien, de la boîte à musique qu'il détient. Son Goku et ses camarades rassemblent les 7 Dragon Balls et invoquent Shenron qui exauce le souhait du vieillard. Tapion est alors libéré de la boîte en question, mais ne montre aucune reconnaissance envers ses bienfaiteurs, car il estime qu'ils ont commis une erreur. Il s'isole dans un entrepôt désaffecté, malgré les visites récurrentes de Trunks qui lui apporte de la nourriture.
Un soir, Son Gohan combat la partie inférieure de la créature maléfique, mais celle-ci est absorbée par Tapion qui utilise son ocarina pour l'enfermer en lui. Hoï essaie alors par tous les moyens de récupérer l'instrument, mais Trunks et le Konatsien l'en empêchent. C'est à ce moment-là que le jeune Saiyan et ce dernier finissent par sympathiser et devenir amis. Après avoir raccompagné Trunks chez lui, Tapion raconte toute son histoire à Bulma et lui explique qu'il doit rester éveillé pour éviter que le monstre enfermé en lui quitte son corps. La femme de Vegeta décide de lui construire une boîte semblable à celle dans laquelle il était enfermé pour qu'il puisse dormir, mais malheureusement, cela reste sans effet et les deux parties du corps du monstre géant sont rassemblées. Son Goku, Son Gohan, Trunks, Son Goten et Vegeta combattent la créature, mais malgré leur supériorité numérique, les cinq Saiyans sont incapables de faire le poids. Tapion absorbe complètement Hildegarn dans son corps et demande à Trunks d'en finir avec lui, mais le jeune Saiyan ne peut s'y résoudre et le monstre se libère de lui-même. Son Goku se transforme en Super Saiyan 3 et, pour battre la créature, utilise sa plus puissante technique : le Ryû-ken. Le lendemain, Tapion confie son épée à Trunks et retourne sur sa planète d'origine avec une machine à voyager dans le temps de Bulma.

## Fiche technique
- Titre original : ドラゴンボールZ 龍拳爆発!!悟空がやらねば誰がやる (Doragon Bōru Zetto: Ryū-Ken bakuhatsu !! Gokū ga yaraneba dare ga yaru)
- Titre français : Dragon Ball Z : L’Attaque du dragon
- Réalisation : Mitsuo Hashimoto
- Scénario : Akira Toriyama[db_ja_au 1] et Takao Koyama, adapté du manga Dragon Ball d'Akira Toriyama
- Musique : Shunsuke Kikuchi
- Société de production : Toei Animation
- Société de distribution : AB Groupe
- Pays d’origine :  Japon
- Format : Couleur
- Genre : Aventure, fantastique
- Durée : 51 minutes
- Dates de sortie
  - Japon : 15 juillet 1995
  - France : 31 octobre 1995[1]

## Distribution
- Shin Aomori (VF : aucune) : Hildegarn
- Ryō Horikawa (VF : Éric Legrand) : Vegeta
- Nobuhiko Kazama (VF : Georges Lycan) : Voleur
- Takeshi Kusao (VF : Brigitte Lecordier) : Trunks
- Shigeharu Matsuda (VF : Serge Bourrier) : Hoï
- Yūko Minaguchi (VF : Brigitte Lecordier) : Videl
- Masako Nozawa (VF : Patrick Borg) : Son Goku
- Masako Nozawa (VF : David Lesser) : Son Gohan
- Masako Nozawa (VF : Brigitte Lecordier) : Son Goten
- Makiko Ōmoto (VF : Céline Monsarrat) : Professeur
- Masaharu Satō (VF : aucune) : Kamé Sennin
- Mayumi Tanaka (VF : Claude Chantal) : Krilin
- Mayumi Tanaka (VF : Brigitte Lecordier) : Minosha
- Hiromi Tsuru (VF : Céline Monsarrat) : Bulma
- Megumi Urawa (VF : aucune) : Erasa
- Jōji Yanami (VF : Georges Lycan) : Narrateur
- Hiro Yūki (VF : Olivier Destrez) : Tapion
- Yoshiyuki Yukino (VF : Éric Legrand) : Pilote de l'hélicoptère
- ? (VF : Georges Lycan) : Shenron

## Continuité dans l'histoire
Ce film semble assez bien trouver sa place dans l'intrigue principale de Dragon Ball Z après la mort de Boo, ce qui est appuyé par la fusion entre Son Goten et Trunks. Cependant, il est important de souligner que l'épée de Tapion n'est pas l'épée que Trunks utilise contre Freezer.
Toujours au sujet de l'épée, à la fin du film, Tapion offre son épée à Trunks, et celle-ci s'avère être la réplique exacte de celle que porte le Trunks du futur à son arrivée dans la série et dont il se sert pour éliminer Freezer et son père. Cela relève néanmoins de l'anachronisme, car il est très peu probable que ce Trunks-là, qui vient d'un monde alternatif ravagé par les cyborgs, ait pu rencontrer Tapion pendant son enfance. De plus, la libération de Tapion aurait été impossible du fait de la disparition des Dragon Balls sept ans auparavant, puisque Piccolo et le Tout-Puissant furent éliminés par les cyborgs. Malgré les similitudes, il semble que l'épée du Trunks du futur appartenait à l'origine au Son Gohan du futur, l'aspect identique serait donc une coïncidence. À noter que dans Dragon Ball GT, on voit Trunks utiliser une épée différente.

## Autour du film
Ce film est sorti à la Toeï Anime Fair de juillet 1995.
En France et en Belgique, il fit partie de Dragon Ball Z, le film, ce qui lui valut d'être diffusé dans les salles de cinéma à sa sortie. Ce film reste logique par rapport à la série étant donné qu'il se passe tout simplement après la saga de Boo dans Dragon Ball Z et avant les 10 années avant l'apparition d'Oob.

#### Autres livres
1. ↑  Dragon Ball Daizenshū  – Tome 06

#### Ouvrage

##### Autres livres
- (ja) Akira Toriyama, ドラゴンボール　大全集　6 : Movies & TV Specials [« Doragon Bōru Daizenshū 6 : Movies & TV Specials »], Chiyoda, Shūeisha, coll. « Jump Comics »,‎ 9 décembre 1995, 221 p., 18,6 × 26,5 cm, couverture couleur, broché (ISBN 4-08-782756-9)